# Grant Gondrezick
Grant Gondrezick, né le 19 janvier 1963 à Boulder et mort le 7 janvier 2021, est un joueur américain de basket-ball.

## Palmarès
- 1991-1992: Vainqueur de l’USBL avec Miami
- 1992-1993: Vainqueur de l’USBL avec Miami

## Draft
- 1986: Drafté au 4e tour, en tant que 77e choix par les Suns de Phoenix (NBA).